# Lei dos Desaparecidos Políticos do Brasil
A Lei dos Desaparecidos Políticos do Brasil é a denominação como é conhecida a lei n.º 9 140, de 4 de dezembro de 1995 em cujo Congresso Nacional do Brasil reconhece como mortas pessoas desaparecidas em razão de participação, ou acusação de participação, em atividades políticas, no período de 2 de setembro de 1961 a 15 de agosto de 1979, e dá outras providências.

## História
A lei nasceu de projeto de lei de 1993 aprovado na Câmara dos Deputados e no Senado Federal e sancionada pelo presidente Fernando Henrique Cardoso e foi publicada no Diário Oficial da União no dia 5 dezembro de 1995. A criação do referido diploma legal teve o forte apoio do general Zenildo Gonzaga Zoroastro de Lucena, então ministro de estado do Exército Brasileiro.